# Lost Paradise
Lost Paradise er heavy metal-bandet Paradise Losts debutalbum. Albummet blev udgivet i begyndelsen af 1990'erne af Peaceville Records og præsenterer bandets tidlige death/doom metal-stil.